# يوشيكي ناكاغاوا
يوشيكي ناكاغاوا (باليابانية: 中川 義貴) (14 يوليو 1993 في إيباراكي في اليابان – )؛ هو لاعب كرة قدم سابق كان يلعب كمهاجم.

## وصلات خارجية
- يوشيكي ناكاغاوا على موقع رابطة كرة القدم اليابانية للمحترفين (اليابانية)
- يوشيكي ناكاغاوا على موقع قاعدة بيانات كرة القدم.إي يو (الإنجليزية)
- يوشيكي ناكاغاوا على موقع Soccerway.com (الإنجليزية)
- يوشيكي ناكاغاوا على موقع عالم كرة القدم.نت (الإنجليزية)